# جابی ۱۶۶۵
سیارک ۱۶۶۵ (به انگلیسی: 1665 Gaby، نامگذاری:1930DQ) هزار و ششصد و شصت و پنجمین سیارک کشف شده‌است که در ۲۷ فوریه ۱۹۳۰ و در هایدلبرگ کشف شد.
قدر مطلق سیارک برابر ۱۱٫۸۵ است.